# Lorenz Christoph Mizler
Lorenz Christoph Mizler von Kolof, connu aussi comme Wawrzyniec Mitzler de Kolof ou Mitzler de Koloff, né le 26 juillet 1711 à Heidenheim et mort le 8 mai 1778 à Varsovie, est un médecin, historien, imprimeur, mathématicien, compositeur de la période baroque allemand et précurseur de l'âge des Lumières polonais,.

## Biographie
Né Lorenz Christoph Mizler von Kolof à Heidenheim (Moyenne-Franconie), son père, Johann Georg Mizler, était un greffier de la cour du margrave d'Ansbach à Heidenheim et sa mère, Barbara Stumpf, originaire de Saint-Gall, en Suisse.

### Éducation
Son premier professeur est N. Müller, qui exerce un ministère à Obersulzbach, et avec qui Mizler apprend la flûte et le violon. De 1724 à 1730, Mizler étudie au gymnase d'Ansbach avec le recteur Oeder et Johann Matthias Gesner, directeur de la Thomasschule de Leipzig de 1731 à 1734. Il s'inscrit à l'université de Leipzig, le 30 avril 1731, pour étudier la théologie, avec les professeurs Gesner, Johann Christoph Gottsched et Christian Wolff. Il est bachelier en décembre 1733 et obtient sa maîtrise en mars 1734. Parallèlement, il poursuit ses études de composition et est élève de Jean-Sébastien Bach, qui, écrit-il, il a eu l'honneur de faire appel à son « bon ami et patron »[pas clair] .
Mizler se rend à Wittenberg en 1735 et étudie le droit et la médecine, avant son retour à Leipzig, en 1736.

### Carrière
À partir de mai 1737, Mizler commence à donner des conférences sur l'histoire de la musique et avec le Neu-eröffnete Orchestre de Johann Mattheson ; il est le premier en 150 ans à faire cours sur la musique à l'université allemande. Dès 1738, il publie mensuellement la Neu eröffnete musikalische Bibliothek (Bibliothèque musicale). À cette époque, Mizler se lance dans l'édition musicale et les affaires, puis en 1747, il retourne à l'école pour passer un doctorat de médecine à l'Université d'Erfurt.

#### Pologne
En 1743, Mizler laisse Leipzig et s'installe définitivement en Pologne. Mitzler de Kolof (son pseudonyme polonais) est secrétaire, enseignant, bibliothécaire et mathématicien de la cour pour le comte Małachowski de Końskie, où il apprend le polonais et étudie l'histoire et la littérature polonaises.
En 1747, Mizler s'installe à Varsovie et pratique la médecine, notamment des consultations à la cour du roi Auguste III. Lorsqu'il est médecin de la cour, il a le temps pour étudier les sciences naturelles.
En 1754, il crée une maison d'édition : « Mizlerischer Bücherverlag, Warschau und Leipzig ».

### Honneurs
Mitzler est membre de l'Académie des sciences d'Erfurt en 1755 et anobli en 1768.

## Éditeur
En association avec la Bibliothèque Załuski, Mitzler publie et édite en Pologne les premières revues scientifiques : Warschauer Bibliothek (1753-1755), Acta Litteraria... (1755-1756), Nowe Wiadomości Ekonomiczne je Uczone (Nouvelles savantes et économique, 1758-61 et 1766-67). À partir de 1765, il publie le Moniteur (1765-85) en tant qu'éditeur, périodique fondé à l'initiative du roi Stanislas, en 1773-77. En 1756, il crée une imprimerie, qui en 1768, est transmise (avec sa fonderie typographique) au Corps des Cadets de Varsovie, tout en conservant la fonction de direction[pas clair]. Grâce à cette imprimerie, Mitzler publie des sources historiques (un recueil de chroniques, Collectio magna, 1761-1771), des œuvres littéraires et des manuels pour le Corps de Cadets. Il exploite également une librairie.
Mitzler de Kolof promeut de nouvelles idées, par exemple l'émancipation des Polonais. À partir de 1743, il défend, en Pologne, les doctrines philosophiques de Christian Wolff.
Mitzler meurt à Varsovie en 1778.

## Musique
Mizler, un compositeur amateur, était profondément intéressé par la théorie de la musique, préconisant l'établissement d'une science musicale fermement fondée sur les mathématiques, la philosophie et l'imitation de la nature en musique. Il a traduit du latin le Gradus ad Parnassum de Johann Joseph Fux en allemand, après avoir écrit que « ce guide méthodologique pour la composition musicale [est] parmi toutes ces œuvres, le meilleur livre que nous avons pour pratiquer la musique et la composer ».
Mizler était un esprit universel : ses intérêts englobent la musique, les mathématiques, la philosophie, la théologie, le droit et les sciences naturelles. Il a été influencé en philosophie par les idées de Wolff, Leibniz et Gottsched.
La Musikalische Bibliothek (de) (« Bibliothèque musicale »), publiée entre 1736 et 1754, est un document important de la vie musicale en Allemagne de l'époque et comprend des critiques de livres sur la musique écrits de 1650 à sa publication. Mizler lui-même contribue par des commentaires et des critiques sur les textes de Wolfgang Printz, Leonhard Euler, Johann Adolf Scheibe, Johann Samuel Schroeter, Meinrad Spieß (de), Gottsched et Mattheson, surtout de ces deux derniers, respectivement le Critische Dichtkunst (1729) et le Vollkommene Capellmeister (1739). Ses essais sont détaillés et perspicaces[non neutre] et offrent une ressource musicologique utile pour les chercheurs actuels en musique baroque.

### La société musicale

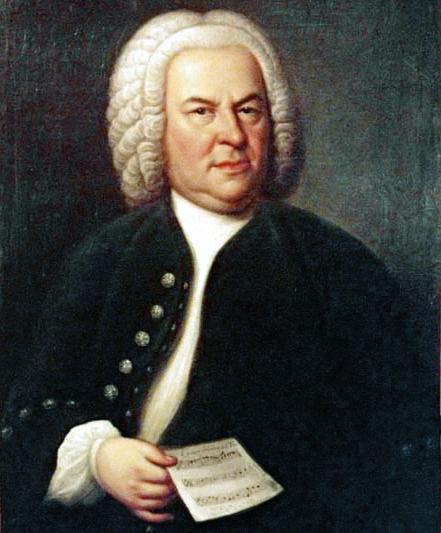
Portrait de Bach commandé pour son entrée à la Sozietät der Musicalischen Wissenschaften de Mizler.

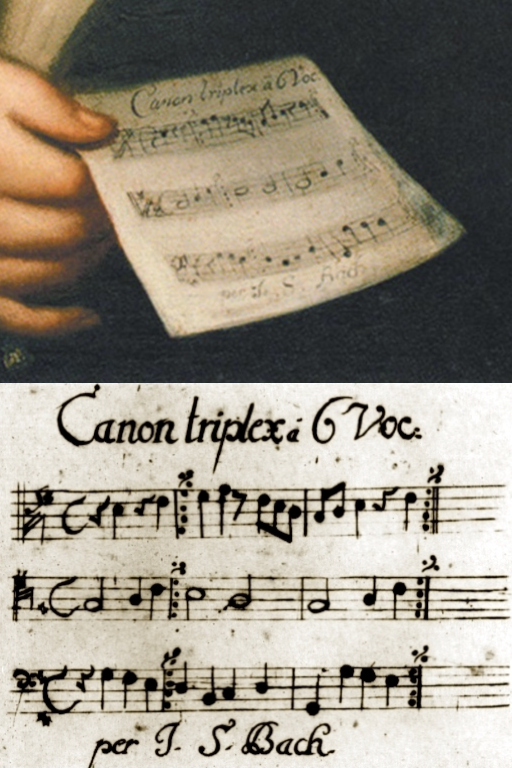
Détail du portrait : Canon triplex a 6, BWV 1076.

En 1738, Mizler fonde la Société des sciences musicales par correspondance (de). Son but était de permettre aux chercheurs musiciens de faire circuler des articles théoriques afin de faire progresser la science musicale en encourageant la discussion des documents par correspondance. De nombreuses études paraissaient dans la Musikalische Bibliothek. Les conditions d'entrée de cette société ont donné lieu au célèbre portrait de Bach par Haussmann en 1746/1748 et ses Variations canoniques sur Vom Himmel hoch da komm' ich her, BWV 769 pour orgue.
Les membres ont été limités à vingt :
- 1738 :
  - 1. G. de Lucchesini
  - 2. Lorenz Christoph Mizler (secrétaire permanent)
  - 3. Georg Heinrich Bümler (de)
- 1739 :
  - 4. Christoph Gottlieb Schröter
  - 5. Heinrich Bokemeyer (de)
  - 6. Georg Philipp Telemann
  - 7. Gottfried Heinrich Stölzel
- 1742 :
  - 8. G. F. Lingke
- 1743 :
  - 9. Meinrad Spieß (de)
  - 10. G. Venzky
- 1745 :
  - 11. Georg Friedrich Haendel
  - 12. U. Weiss
- 1746 :
  - 13. Carl Heinrich Graun
- 1747 :
  - 14. Jean-Sébastien Bach
  - 15. Georg Andreas Sorge
  - 16. Johann Paul Kunzen (de)
- 1748 :
  - 17. Christian Friedrich Fischer
- 1751 :
  - 18. Johann Conrad Winter (de)
- 1752 :
  - 19. J. G. Kaltenbeck
- 1755 :
  - Leopold Mozart (invitation déclinée)

### Compositions
- Sammlung auserlesener moralischer Oden, zum Nutzen und Vergnügen der Liebhaber des Claviers I (Leipzig, 1740), II (Leipzig, 1741), III (Leipzig, 1743). Fac-similés publiés à Leipzig, 1971

## Écrits
- Dissertatio quod ars musica s'asseoir pars eruditionis philosophicae [« Que l'art musical est inséparable de l'érudition en matière de musique »] (Leipzig, 1734) Pour le grade de magister.
- Lusus ingenii de praesenti bello (Wittenberg, 1735)
- De usu atque praestantia philosophiae dans la theologia, jurisprudentia, medicina (Leipzig, 1736)
- Neu eröffnete musikalische Bibliothek, oder Gründliche Nachricht nebst unpartheyischem Urtheil von musikalischen Schriften und Büchern (Leipzig, 1739)
- Musikalischer Staarstecher, quelle que soit rechtschaffener Musikverständigen Fehler bescheiden angemerket, eingebildeter und selbst gewachsener sogenannter Componisten Thorheiten aber lächerlich gemachet werden (Leipzig, 1739-1740)
- Anfangs-Gründe des Général des Basses nach mathematischer Lehr-Art abgehandelt (Leipzig, 1739)
- Gradus ad Parnassum, ou Anführung zur regelmässigen Composition, aus dem Lateinischen ins Deutsche übersetzt, und mit Anmerkungen versehen (Leipzig, 1742), traduction de J. J. Fux: Gradus ad Parnassum (Vienne, 1725)